# Steve Krug
Steve Krug (* 1950) ist ein User-Experience-Experte und Autor aus Chestnut Hill, Massachusetts. Er ist vor allem für sein Buch Don’t Make Me Think über Mensch-Computer-Interaktion und Web-Usability bekannt, das in der dritten Auflage mit über 600.000 gedruckten Exemplaren erscheint.
Er leitet außerdem ein Ein-Mann-Beratungsunternehmen namens Advanced Common Sense. Krug bietet interne Workshops an, in denen er Do-it-yourself-Usability-Tests lehrt und Kunden gezielt zu Web-Usability-Strategien berät. Krug veröffentlichte 2009 Rocket Surgery Made Easy: The Do-It-Yourself Guide to Finding and Fixing Usability Problems.

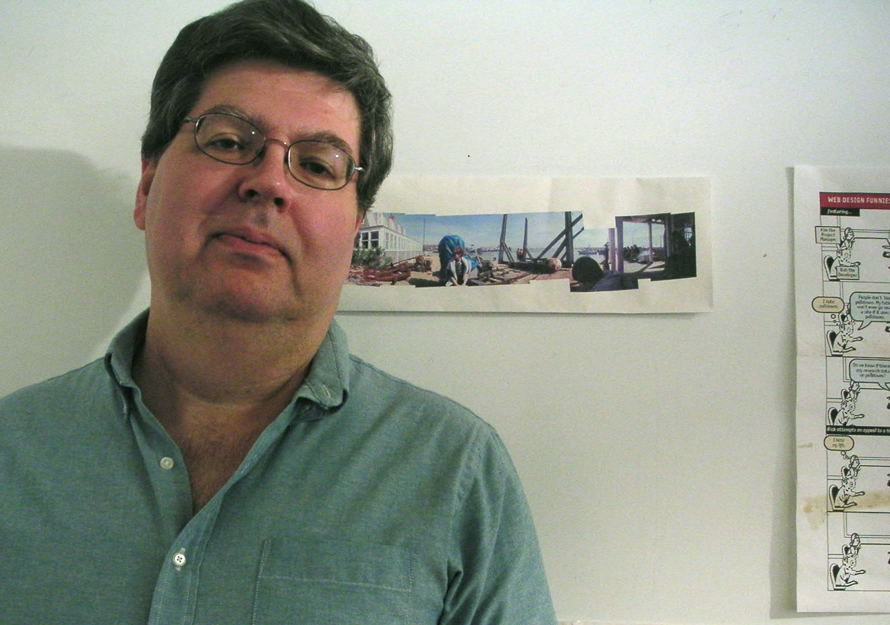
Steve Krug, User Experience Experte